# Granastrapotherium snorki
Granastrapotherium snorki è un mammifero erbivoro estinto, appartenente agli astrapoteri. Visse nel Miocene medio (14 - 12 milioni di anni fa) e i suoi resti fossili sono stati ritrovati in Sudamerica.

## Descrizione
Questo animale differiva da altri astrapoteri coevi come Xenastrapotherium per le dimensioni maggiori: doveva pesare infatti da 2,5 a 3,5 tonnellate, e le sole zanne erano lunghe circa un metro. Queste dimensioni indicano che Granastrapotherium era uno dei più grandi rappresentanti degli astrapoteri, superato solo da alcune specie di Parastrapotherium.
Altre differenze includono la presenza di un solo premolare, la mancanza di incisivi in entrambe le mascelle e la disposizione dei canini, molto grandi e orizzontali, che ricordano molto meno quelli degli ippopotami e maggiormente le zanne di alcuni parenti antichi degli elefanti (come Palaeomastodon), anche se le difese degli elefanti e i loro parenti non sono formate dai canini ma dagli incisivi. Allo stesso modo, le grandi narici appaiono estremamente ritratte sul cranio, quindi questa creatura doveva avere una proboscide più grande di altri astrapoteri. 

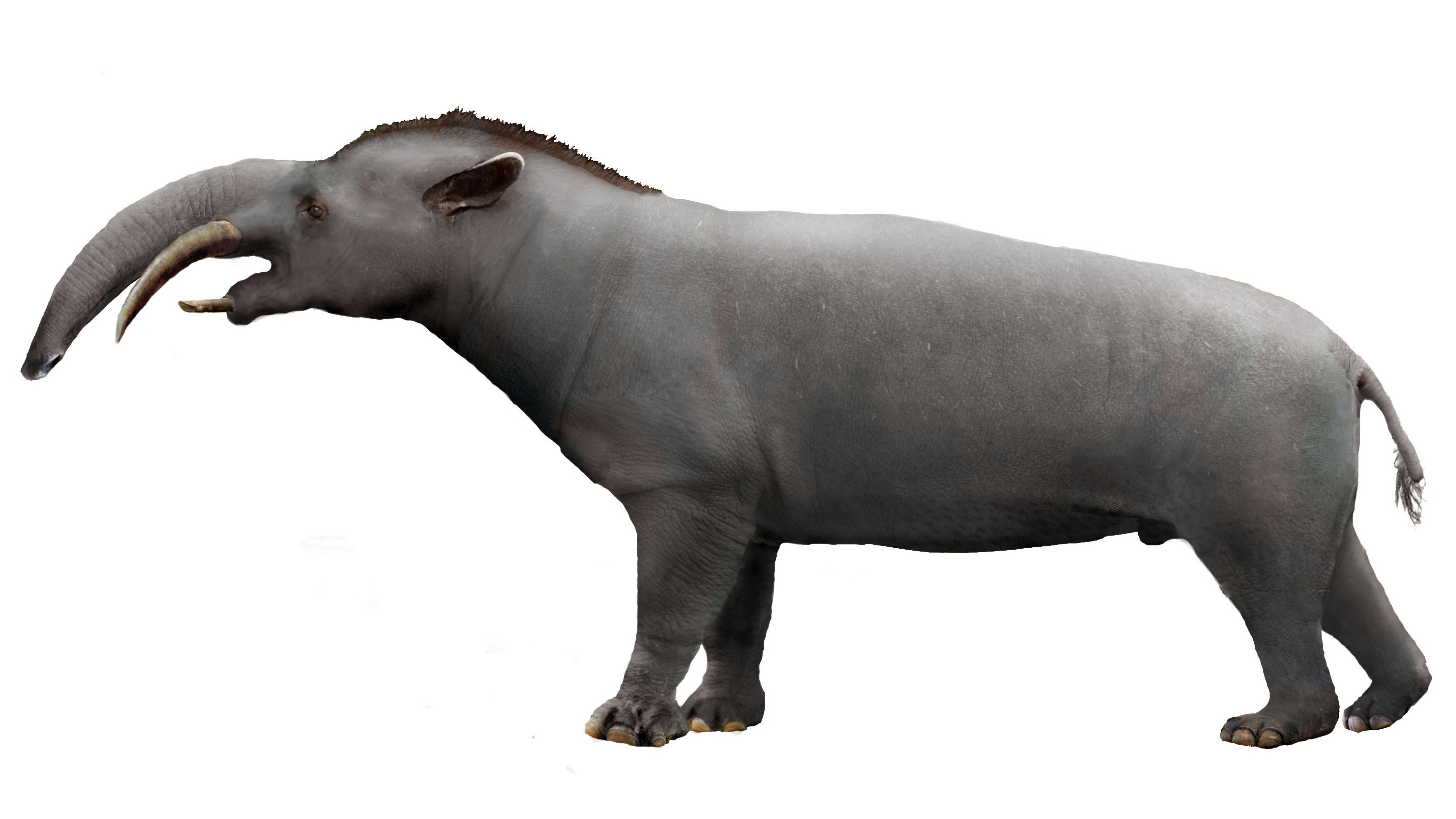
Ricostruzione di Granastrapotherium snorki

## Classificazione
Granastrapotherium snorki venne descritto per la prima volta nel 1997, sulla base di fossili ritrovati nelle rocce del Gruppo Honda nel deserto Tatacoa, nei dipartimenti di Huila e Tolima, presso il sito fossile La Venta (Colombia). Resti trovati in Venezuela, Bolivia e Perù sembrano appartenere a Granastrapotherium o un animale molto simile.
Il nome Granastrapotherium deriva dallo spagnolo gran, "grande", e Astrapotherium, "bestia del fulmine"; l'epiteto specifico, snorki, deriva dallo snorkel, tubo di respirazione, in riferimento alla proboscide.
Granastrapotherium appartiene agli astrapoteri, un bizzarro gruppo di mammiferi rinvenuti nel Cenozoico dell'America meridionale, caratterizzati da grandi canini e brevi proboscidi. In particolare, Granastrapotherium è un rappresentante della sottofamiglia Uruguaytheriinae.

## Paleobiologia
Molto probabilmente, come gli elefanti, questo animale usava la sua proboscide muscolosa insieme alle sue zanne per strappare e tagliare le foglie dagli alberi e dagli arbusti.